# キャサリン (ゲーム)
『キャサリン』（CATHERINE）は、アトラスより2011年2月17日に発売されたPlayStation 3 / Xbox 360用ゲームソフト。

## 概要
『ペルソナシリーズ』開発チームによる、ホラー・アダルトテイストのアクションアドベンチャーゲーム。
プロデューサー兼ゲームディレクターは橋野桂、アートディレクションは副島成記、作曲は目黒将司と『ペルソナ3』、『ペルソナ4』の開発チームが製作している。アニメーションパートはSTUDIO 4℃が製作。オープニングムービーのBGMはL-VOKALの『Yo』が採用されている。
東京ゲームショウ2010ではKONAMIブースで展示された。
PS3版とXbox 360版でパッケージイラストが異なり、PS3版は「Catherine」Xbox 360版は「Katherine」がメインに描かれたものが使用されている。先着購入特典はサウンドトラックCDとアートブック。
公式サイトおよび公式Twitterアカウント上で動画共有サービスを使用してのネタバレとなるようなプレイ動画の投稿の禁止を明言している。
実際のゲーム内容はパズルゲームであるが、プロモーションではそのことを発売が近づくまで明かさない広報戦略をとった。
全世界累計出荷本数は100万本以上。受賞歴は、日本ゲーム大賞2011・年間作品部門・優秀賞、プレイステーションアワード2011・ユーザーズチョイス賞など。
2019年1月にはSteamにてPC移植版となる『Catherine Classic』が発売された。新たに4K解像度や高フレームレートに対応。欧米向けとしては初となる日本語音声が収録されているが、日本国内では未発売となっている。

### キャサリン・フルボディ
2017年12月にリメイク版である『キャサリン・フルボディ』（CATHERINE Full Body）が発表された。2019年2月14日に発売。主な変更点は以下の通り。
- 新たな難易度として「safety」を追加。時間制限・ゲームオーバーが無く、罠が発動しない。
- 「エンディング保証」として、アクションパートでプレイヤーを支援するサポートシステムを追加。safetyとeasyのみで選択できる「オートプレイ」を使えば、自動的に最短ルートを通ってのクリアが可能。
- アクションパートのブロックの形が変わる「アレンジモード」を追加。
- 第3のヒロインである「リン」を追加。従来のヒロイン2人にもエンディングを追加するなどシナリオ・ステージを追加。
- オンラインマルチプレイを追加。
- キャサリン（Catherine）の変更可能声優を10人分追加。初回限定版特典か有料DLC「理想の声」で入手可能。
  - 本編に収録：ヤンデレ彼女（能登麻美子）
  - プリティーボイスセット：わがままシスター（堀江由衣）、アトラクションガール（悠木碧）、気まぐれキャット（釘宮理恵）
  - ラブリーボイスセット：純情系ギャル（豊口めぐみ）、ツンデレ彼女（戸松遥）、溢れる母性（小清水亜美）
  - セクシーボイスセット：夜の女王（水樹奈々）、憧れのお姉さん（佐藤利奈）、一途な乙女（阿澄佳奈）

### for Nintendo Switch
『キャサリン・フルボディ』のNintendo Switch移植版『キャサリン・フルボディ for Nintendo Switch』が2020年7月2日に発売。他機種版の有料DLCが初期収録されており、「理想の声」に新規の声優が追加されている。
- 「理想の声」追加声優
  - ヒーリングフラワー（花澤香菜）、生意気後輩（竹達彩奈）、インテリジェンスビューティー（井上麻里奈）

## ゲームシステム
悪夢と現実を行き来する。アドベンチャーパートの現実世界と、アクションパートの悪夢の中に分かれている。また、ゲーム中の様々な選択や行動によって、主人公の思想が『堅実』か『奔放』のどちらかに傾く。思想によって後のストーリー展開が変化する。

### アドベンチャーパート
主に、現実世界にあるヴィンセント行きつけのバー『ストレイ・シープ』で行われる。
店内では友人や客と会話や飲酒を楽しむことができる。主人公が行動するたびに時間が経過していき、客の出入りがあったり会話の内容が変化したりする。また、飲酒するほど悪夢の中で素速く動けるようになる。
店内で携帯電話に着信があったりメールを受信したりすることがある。メールは返信でき、返信内容によって思想が変化する。また、携帯電話の操作でセーブや難易度変更などが行える。
店内に『ラプンツェル』というレトロなゲーム機が設置されており、本編のアクションパートのようなミニゲームをプレイできる。本編とは異なり時間制限はないものの限られた手数の中でクリアする必要がある。ストーリー進行には影響はないが、クリアすればトロフィーを入手できる。
帰宅時間が来て友人たちとともに店を後にしたり、店のドアから「帰宅」を選択することで後述する『アクションパート』に移行する。

### アクションパート
ヴィンセントの「悪夢」の中で行われる。
足元から床が崩れていく中、ひたすら階段を上って行く。階段は普通に用意されていることもあれば、自分で「箱」を押したり引っ張ったりしないと上の段に上れないこともあるため、アクションゲームだけでなくパズルゲーム的な要素も含まれている。また、各階層の最後にはボスキャラクターが待ち構えており、ヴィンセントを追いかけるだけでなく様々な特殊攻撃を仕掛けてくる。ステージ最上段にある「扉」もしくは「レバー」に到達することができればゴールとなるが、「足場から完全に転落する」「落下する箱に潰されてしまう」「怪物の攻撃を受ける」などでヴィンセントは死亡し、ゲームオーバーとなる。その際、GAME OVERではなくLOVE IS OVER（愛は終わりました。）と表示される。
アクションパートのヴィンセント(=プレイヤー)と箱の移動ルールは以下の通り
- ヴィンセントは通常1段の段差しか登ることはできない。アイテムや特定のブロックを使わない限り、2段まとめて飛び越えることは不可能。
- ヴィンセントの足元に足場となる箱がある場合に限り、箱を押したり引いたり出来る。
- 箱は上下左右隣り合った辺が接触していればその場所に留まり続ける。
- 操作により、箱が足場の上下左右どの縁にも接触していない場合、箱が一定時間揺れた後、下に落下する。
  - 落下途中の箱は、足場になっている箱といずれかの辺が接触した場合、落下は停止しくっつく。
  - 落下前の揺れているモーション中はヴィンセントが上に乗ったり、移動したりすることが出来る。
- ヴィンセントは足元に足場がない場合、箱の縁(辺)につかまって移動することが出来る。これは箱が上に置かれている場合でも同様。

#### 踊り場
ステージとステージの中間に存在する安全地帯。記帳台でセーブが可能なほか、ここではほかの「羊」たちとの会話が可能で、中にはゲームを攻略する上でのヒントになる技の研究をしている者や、ステージ中に落ちているお金と交換でアイテムを売ってくれる者もいる。
また、踊り場の奥には先に進むための「告解の部屋」が設置されており、謎の人物が出す質問に答えることで上階へ進むことができるようになっている。質問は毎回ランダムで決定され、質問に答えると謎メーターに変化があり、クリア後のエンディングに影響するようになっている。なお、各ネットワーク（オンラインプレイ）を利用できる環境であれば、このときの回答がネットを通じて匿名で送信され、他のプレイヤーの回答も加えた集計結果をグラフで見ることができる。

#### アイテム
ステージ中ところどころに落ちており、入手することでヴィンセントに有利な効果をもたらす。コインと枕を除いて一度に所持できるアイテムは1つのみで、後から他のアイテムを入手すると後から入手したものが優先され、先に手に入れたものは無くなる。なお、落ちているアイテムは先に敵キャラに取られると消滅してしまうが、敵がアイテムを使用してくることはない。
コイン
お金。入手することでスコアに加算されるほか、踊り場ではスコアを減点することで他のアイテムと交換してもらうこともできる。
枕
悪夢の中でヴィンセントが常に持ち歩いている枕。いわゆる1UPアイテムで、入手するとヴィンセントの残機（リトライ可能回数）が増える。
聖書
赤い表紙の本。使用するとページを破って空に放ち、荒れ狂う稲妻が周囲に居る敵キャラクターを殲滅する。
白い石 / 黒い石
目の前（1マス先）に石を出現させる。この石は通常の石と同じく足場にすることが可能。
白い石は制限や特殊効果のない普通の石を、黒い石は動かすことのできない石を出現させる。
ドリンク
使うと一定時間赤いオーラが全身を包む。効果中はジャンプ力が強化され、通常1段ずつしか登れない石を、2段〜3段抜かして登ることができる。
鐘
金色の鐘（ハンドベル）。使用すると周囲の石を全て普通の白い石に変えることができる。

#### 難易度について
Easy、Normality、Hardの難しさに挑戦することができる。この3つの難易度に関してはゲーム中、随時変更することが可能となっている。
Easyのアクションパート（悪夢の中）でのみSELECTボタンを押すと、石を動かす1つ前まで巻き戻すことができる。最大で10手前まで巻き戻せるので、根気があればゲームが苦手なプレイヤーでもクリアが楽になる。ただし、10手前以上は巻き戻すことは出来ない。
NormalityとHardではSELECTボタンを押しても1手前に巻き戻すことができないほか、難易度が上がるほど、Easyよりも石の配置がより複雑になっていくため、攻略が手詰まりになりやすくなっている。
また、これらの難易度に加え、各種ネットワークを利用したオンラインアップデートを行うことで、イージーモードにお助けアイテムを登場させる「スーパーイージー機能」を追加することができる。

#### バベル
Normality以上の難易度で一定条件を満たすと挑戦することができる。全4ステージ。
基本的に本編のアクションパートと同様のルールだが、ステージごとに定められた段数に到達するとゴールが落ちてくるので、それに触れることでクリアとなる。各面固定配置のアクションパートと異なり、ブロックがある程度ランダムに落ちてくるため、アクション要素が強い。
2P同時プレイが可能で、その場合はゴールまでの段数が少なくなる。

#### ラプンツェル
バーに置いてあるゲーム。全64面。
一度クリアするまでコンティニュー回数が決まっているが、クリア後はフリープレイで挑戦できる。
アクションパートと異なり時間制限がなく、純粋なパズルになっている。条件を満たした状態でクリアすると、裏面に挑戦することが可能になる。

#### コロシアム
一度クリアした後に挑戦することができる対戦モード。
2人のプレイヤーのうち、どちらが早くゴールに到達できるか、もしくは相手を落下させることができるかを競う。2本先取した方が勝利となる。

## あらすじ
32歳のヴィンセント・ブルックスは、5年来の恋人・キャサリン・マクブライドとの関係に頭を悩ませていた。結婚願望があることを仄めかすキャサリンに対し、今はまだ気楽な独身生活を楽しみたいヴィンセントは、彼女にこれといった答えを出すことができず途方に暮れる。
その最中、行きつけのバー『ストレイ・シープ』で深酒をあおっていたヴィンセントは、ひょんなことから恋人と同じ名前を持つ謎の美女・キャサリンと出会い、彼女に誘われるまま一夜を共にしてしまう。「酒の勢いとはいえ浮気をしてしまった」と焦るヴィンセントだったが、それ以来ヴィンセントは最近町で噂されている奇妙な悪夢にうなされる日々を送ることとなる。
「落ちる夢を見たとき、すぐに目を覚まさないとそのまま死ぬ」
夢を見るのは女性関係に問題を抱える若い男性だけであり、それを裏付けるかのようにベッドの上で衰弱死した男たちの死体が次々と発見されていく。同時に「悪夢の正体は、浮気癖のある男を恨んだ魔女の呪い」だという噂が流れるようになる。
そんな中、恋人・キャサリンから妊娠を申告され、それと同時に浮気相手のキャサリンも大胆にアプローチをしてくるようになり、三角関係と悪夢は続き、ヴィンセントは始終苦悩するようになってしまう。

## 登場人物

### 主要人物
ヴィンセント・ブルックス（Vincent Brooks）
声 - 山寺宏一
本作の主人公。32歳。アフロのような黒髪が特徴のプログラマー。よく飲む酒はラム・コーク。
優しく真面目な性格だが、どこか抜けていて優柔不断な男性。キャサリン（Katherine）とは恋人関係が5年間続いており結婚を迫られるが、結婚後の制約や将来の不安などの理由で敬遠している。
学生時代はムードメーカー的な存在であり、本人の自覚はないものの彼に憧れる者は多く、女子からの人気も高かった。しかし、母親が浮気相手と駆け落ちするなど不幸な出来事もあった。
オーランドが勤務する会社に転職したが、休日出勤が多い割に休日手当がつかないため収入は少なく、バーの酒代をツケ払いにしている。
現実の世界では突如現れたもう一人のキャサリン（Catherine）に振り回され、悪夢の世界では枕片手にパンツ一丁でステージを駆け回る。
キャサリン（Catherine）
声 - 沢城みゆき
両側にカールさせた金髪のショートヘアに少女のような顔立ちと抜群のスタイルを持つ。22歳。性格は気紛れかつ自由奔放であり、初めて「ストレイ・シープ」に来店した際に「冴えない店」と言い放ち、マスターを困惑させている。一度怒ると手が付けられないほど暴れるが、好きになった相手には一途である。
物語序盤にバーで出会ったヴィンセントに好意を抱き、ヴィンセントと一晩を共にする。その後も、夜な夜な彼のもとを訪れ、勝手に部屋に入り込み寝ていることが多い。また、ヴィンセントに自身を撮ったセクシーな画像を添付したメールを送ってくることもある。
キャサリン・マクブライド（Katherine Mcbride） / ケイト（Kate）
声 - 三石琴乃
ヴィンセントの恋人。32歳。薄茶色の長い髪と眼鏡が特徴的な女性。中堅アパレルメーカー「バンタムスーツ」に勤めている。
ヴィンセントとは高校時代の同級生で、5年前の同窓会をきっかけに交際を開始した。真面目に結婚を考えているが、彼の煮え切らない態度に不満を覚えている。妊娠したことを告げ、ヴィンセントと結婚することを決める。
気配り上手でしっかり者だが、お金に厳しく時に口うるさくヴィンセントに注意することもあるものの、彼への想いは本物。典型的なキャリアウーマンだが、思考は乙女である。
キャサリン（Qatherine） / リン（Rin）
声 - 平野綾
『キャサリン・フルボディ』で登場。ピンク色の髪と水色のセーラー服を着ている謎の人物。バー「ストレイシープ」でピアノを弾いている。訳あって何者かに追われているところをヴィンセントに助けられて以降、彼と行動を共にする。名前以外の記憶を失っている。三角関係に悩むヴィンセントを癒す存在。

### 飲み仲間
オーランド・ハディック（Orlando Haddick）
声 - 平田広明
ヴィンセントの旧友。32歳。赤いチェックの帽子が特徴的な金髪のシステムエンジニア。
自由奔放な性格で、流浪者のような人生観を持つ。ヴィンセントの仲間内では一番早く結婚していたが、儲け話に失敗したことを機に離婚し、以後は恋愛に対して懐疑的になっている。
ヴィンセントが自分の会社に転職してきたため、普段から彼と共に行動することが多い。
彼もまたストーリー中盤から悪夢を見るようになる。
ジョニー・アリガ（Jonathan Ariga）
声 - 子安武人
ヴィンセントの旧友。32歳。黒髪の男性。酒は日本酒を好む。
クールな性格で仲間内であっても悩みを漏らさない。「結婚は運命の相手とする」と決めており、今の恋人には結婚する気がないことを既に話している。
父親が経営している中古車販売店に勤務している。
彼もまたストーリー中盤から悪夢を見るようになる。
トビー・ネビンス（Tobias Nebbins）
声 - 谷山紀章
ジョニーの職場の同僚。23歳。青いツナギを着た金髪の青年。
無邪気な性格で軽薄な言動が目立つ。外見とは裏腹に年上女性に攻められたいというドM願望を持つ。エリカに好意を抱いており、ドライブデートに誘いたいがために中古車を購入した。
ヴィンセントの飲み仲間の中で唯一悪夢を見ていない。

### バーの店員
エリカ・アンダーソン（Erica Anderson)
声 - 皆川純子
バーで働く赤髪ショートヘアのウェイトレス。32歳。ヴィンセントたちの旧友。
店の看板娘で、他の客からの人気も高い。町の噂に詳しく怪死事件にヴィンゼントたちが巻き込まれないか心配している。
トビーのことを素直でかわいいと思っており、ストーリー後半で告白され了承する。
マスター（Master） / トーマス・マトン（Thomas Mutton）
声 - 若本規夫
「ストレイ・シープ」のマスターであり、年齢不詳。本名は「トーマス・マトン」。渋く独特なクセのある口調で、店に来た客の恋の相談に乗っている。
多くの修羅場を経験しており、逢引中に妻が帰宅し、殺されかけたことがある。エリカ曰く、彼が着用する大きなサングラスは過去に別れた女からの復讐を恐れてつけているものらしく、人前では取ったことがない。

### バーの常連客
トッド・ボズマン（Tod Bozeman）
声 - 浜田賢二
バーの常連。45歳。キャサリン（Katherine）と同じく「バンタムスーツ」に勤めている男性。革ジャンに大きなリーゼントがトレードマーク。「本部長」を自称する気さくな人物で、人当たりもよい。警察官のモーガンとは旧知だが仲は悪い。既婚者。オヤジギャグを連発しながら「男は成り上がるだけでは半人前、女をはべらせてこそ一人前」を持論に男のあり方について説教してくる。
アーチー・ウォレス（Archvald Wallace）
声 - 新垣樽助
バーの常連で、トッドの部下。28歳。長髪にスーツ姿が特徴の優男で、何事にも無気力な性格。女性にモテるが実際は女嫌いで、女性を騙すことを繰り返し、果ては本部長の妻と不倫している。
女嫌いの原因は幼少時に母親から性的虐待を受けていたことであり、悪夢には母親が現れるようになる。
ジャスティン・ベイリー（Justin Bailey）
声 - ふくまつ進紗
バーの常連。37歳。雑誌記者であり、「これ、ホントです」が口癖。町の噂に興味を持ち、調査をしている。男性の連続衰弱死事件が100年ごとに発生していることを教えてくれる。
かつて売れないバレリーナを取材し、応援したい一心で記事を制作したが、その結果人気が出すぎたせいで他の踊り子に嫉妬され、彼女の家族は殺されてしまった。後に彼女も後を追って自殺してしまい、その事を今も後悔している。
ダニエル・キルシュ（Daniel Kirsch）
声 - 伊丸岡篤
バーの常連。32歳。コンツェルンの跡取り。ヴィンセントとは小学校時代の同級生で、何かにつけて一方的にライバル視してくる。
アンナ・ローズメント（Anna Rosement）
声 - 前田真里
ダニエルの恋人。ダニエルに釣り合うために努力しているが、彼とのこれからの関係に悩んでいる。
モーガン・コルテス（Morgan Cortez）
声 - 楠見尚己
バーの常連の警察官。42歳。制服姿でビールをあおる不良警官だが、世間をにぎわせている衰弱死事件についての情報をヴィンセントに与えてくれることもある。
本来は数年前に起きた別の未解決事件の捜査を担当しており、今もなお当時の犯人を追っている。
リンゼイ・ウスペンスキー（Lindsay Uspenski）、マーサ・ウスペンスキー（Martha Uspenski）
声 - 世戸さおり（リンゼイ）、氷上恭子（マーサ）
バーの常連の占い師。大柄で太った体型をした双子の老婦人で、外見から話し方まで何から何まで瓜二つ。二人とも20年前からモーガンに恋をしている。
バーの常連客たちについて詳しく、一緒に酒を飲んでいるとヴィンセントに彼らの過去を教えてくれる。また、ときには意味深な言葉をヴィンセントに投げかけてくることもある。

### その他の人物
スティーヴ・デルホム（Steve Delhom）
声 - てらそままさき
「キャサリン（Catherine）の恋人」を名乗る謎の人物。42歳の歯科医師。ヴィンセントがキャサリン（Catherine）をもてあそんだと信じ込み「キャサリン（Catherine）と別れないと殺す」と脅迫電話をかけてくる。
ミッドナイト・ヴィーナス（Midnight Venus） / 石田☆ルウ（いしだ ルウ / Rue Ishida）
声 - 皆川純子
ゴールデンプレイシアター / ゴールデン遊戯劇場の案内役。年齢不詳。スタイルが良く巨大なアフロヘアがトレードマークである。
ゴールデンプレイシアターでの名前は「ミッドナイト・ヴィーナス」で、ゴールデン遊戯劇場での名前は「石田☆ルウ」となっている。
アスタロト（Astaroth）
声 - 皆川純子
悪夢世界の管理者と名乗る謎の人物。悪夢の踊り場にある「告解の部屋」で質問を投げかけてくる他、現実世界でバーのトイレの鏡を調べると今夜登る塔の名前を教えてくれる。
悪夢の管理者ではあるものの敵対者ではなく中立的な発言が多い。ヴィンセントを悪夢に陥れた人物が知人の中にいることを教えてくれる。
本人曰く「アスタロト」はたくさんある名前のひとつとのこと。
ナレーション（Narration）
声 - SHOW
本編中に時折出現して、ステージや技の解説などを行う羊。
公式サイトでも羊のアイコンをクリックすることで、彼のコメントを聞くことができる。
声質が機械的なのは、音声合成ソフト「VoiceText」が使用されているため。

## 小説版

### キャサリン
富士見ドラゴンブックより発売。ISBN 978-4-8291-4623-1 著:川上亮 本文挿絵:片桐いくみ 表紙: 副島成記（キャラクターデザイン）
基本的にはヴィンセントを主人公とし、ゲーム本編のシナリオに沿って話が展開されていくが、ジョニーやオーランド、スティーヴなどの視点から物語を描いた小説版独自の内容も存在する。また、物語の結末もゲーム版のどのエンディングとも異なるもの（厳密には特定のエンディングを組み合わせたもの）になっている。

### CATHERINE〜ラプンツェル奇譚〜
一迅社DMC NOVELSより発売。ISBN 978-4-7580-4239-0 著:柄本和昭 本文挿絵:田上俊介
原作の設定や世界観を元に独自の展開を描いたオリジナル小説。ストーリーとしては本編から数ヶ月前の出来事で、本作のオリジナルキャラクターを中心に話が展開されていく番外編（前日談）的な内容。
なお、本作における設定やストーリーはゲーム本編に直接関わるものではなく、アトラスからの公式見解を示すものではないことが冒頭で挙げられている。

## 漫画版

### CATHERINE FULL BODY 〜side story of K〜
祥伝社マンガJamにて連載。漫画：紺屋ロヂコ
「キャサリン・フルボディ」をベースとしたコミカライズ。ヴィンセントの恋人であるキャサリン（Katherine）視点で描かれている。5話まで掲載されるも、以降は連載終了。単行本化もされていない。